# Christophe Deneuville
Christophe Deneuville est un nageur français né le 26 mai 1967.
Il est membre de l'équipe de France aux Jeux olympiques d'été de 1984, prenant part au 200 mètres brasse, où il est éliminé au premier tour.
Il est champion de France du 100 mètres brasse à l'hiver 1985.
En club, il a été licencié au Natation 66 Canet.